# Ян Дюриця
Ян Дюриця (словац. Ján Ďurica; нар. 10 грудня 1981, Дунайська Стреда, Жилінський край, Словаччина) — колишній словацький футболіст, який грав на позиції захисника. Відомий своїми виступами за московський «Локомотив» та національну збірну Словаччини.

## Біографія

### Клубна кар'єра
Ян Дюриця розпочав свої футбольні кроки в місцевій команді рідного міста Дунайська Стреда, округу Дунайська Стреда, та провів там два сезони, але заради професійного футболу перейшов до прогресуючої команди столиці країни — «Артмедія Петржалка», за яку він провів три сезони, здобувши срібні нагороди, а згодом й став чемпіоном Цорґонь ліги та заволодів Кубком Словаччини з футболу. У 2006 році він перебрався до Росії, а саме в Раменське «Сатурн (Московська область)», де провів три сезони, а в 2009 році він перейшов до більш титулованого російського клубу «Локомотив (Москва)», але в основному складі так й не закріпився. Тому в січні 2010 року він був орендований до команди Бундесліги «Ганновер 96».
Після цього провів два сезони у турецькому чемпіонаті у складі клубу «Трабзонспор». Відігравши один сезон у празькій «Дуклі», у 2019 році Дюриця завершив ігрову кар'єру.
Наразі працює асистентом головного тренера у клубі «Артмедія Петржалка».

### Збірна
Ян Дюриця дебютував за національну команду 9 липня 2004 року у товариському матчі проти збірної Японії. У складі національної збірної Словаччини Ян Дюриця брав участь у чемпіонаті світу 2010 року та Євро - 2016. За національну команду Дюриця провів 91 гру, забивши чотири голи.

## Особисте життя
Тривалий час жив у громадянському шлюбі з актрисою театру і кіно Марією Горбань. Вільно володіє російською мовою.

## Досягнення
- Чемпіон Словаччини (1):

«Петржалка»: 2004/05
- Володар Кубка Словаччини (1):

«Петржалка»: 2003/04
- Володар Суперкубка Словаччини (1):

«Петржалка»: 2005
- Володар Кубка Росії (1):

«Локомотив»: 2014/15